# Пидгородна
Пидгородна (на украински: Підгородна) е селище от градски тип в Южна Украйна, Первомайски район на Николаевска област.
Основано е през 1899 г. Населението му е около 2580 души.